# Matthew Moorhouse
Matthew Moorhouse (1813 - 29 mars 1876) fut un pionnier anglais en Australie, Protecteur des Aborigènes, éleveur et homme politique en Australie-Méridionale. 

## Biographie
Moorhouse a étudié la médecine et obtenu son diplôme de chirurgien en 1836. Il a pratiqué la médecine à Hanley, dans le Staffordshire lorsque le gouvernement britannique l'a nommé Protecteur des Aborigènes. Il est arrivé en Australie-Méridionale en 1839 avec le Rev. Ridgway William Newland sur le Sir Charles Forbes. Moorhouse s'est efforcé de sauvegarder les droits et les intérêts des populations autochtones et venaient parfois en conflit à la fois avec les autorités et la presse. Une tentative pour enseigner aux enfants dans leur langue maternelle n'a pas été retenue, mais son intérêt sur le sujet a conduit Moorhouse à élaborer un Vocabulaire et un aperçu de la structure grammaticale de la langue de la région de la Murray River, qui a été publié à Adélaïde en 1846. En janvier 1849, il a été membre du comité provisoire chargé du projet de chemin de fer d'Australie-Méridionale. Moorhouse est retourné en Angleterre en 1856 et a donné des conférences sur l'Australie-Méridionale pour promouvoir l'immigration. Il a ensuite visité l'Amérique du Nord où il a voyagé par train et mené une enquête sur différents systèmes d'éducation. 
Moorhouse a été membre du Parlement d'Australie-Méridionale en 1860 et pendant dix jours, en octobre 1861, fut commissaire des Terres de la Couronne et de l'immigration dans le premier gouvernement Waterhouse. Après avoir démissionné du poste de protecteur des Aborigènes, il est devenu éleveur avec succès dans le district du Nord pendant plusieurs années, pratiquant la médecine en cas d'urgence. Moorhouse a acheté des actions dans des propriétés près de Riverton et de Saddleworth mais les a revendues et avec Joseph Fisher et d'autres a acheté 11 000 ha près des Hummocks. Moorhouse a mené la propriété jusqu'à ce que Robert Barr Smith la rachète en 1870. Moorhouse est mort après une courte maladie dans la propriété de Bartagunyah près de Melrose le 29 mars 1876, laissant une veuve, deux fils et une fille